# That's the Way
För singeln av musikgruppen The Smashing Pumpkins, se That's the Way (My Love Is).
That's the Way är en låt skriven av Jimmy Page och Robert Plant, framförd av medlemmarna i Led Zeppelin på albumet Led Zeppelin III, släppt 1970. Låten skrevs i en liten stuga i Bron-Yr-Aur (Wales) efter en krävande USA-turné. Låtens arbetsnamn var "The Boy Next Door". That's the Way spelades live av Led Zeppelin mellan 1970 och 1972 och för att återkomma under en kort period 1975.